# Rychlobruslení na Zimních olympijských hrách 1952
Závody v rychlobruslení se na Zimních olympijských hrách 1952 v Oslu uskutečnily ve dnech 16.–19. února 1952 na otevřené dráze na stadionu Bislett.

## Přehled

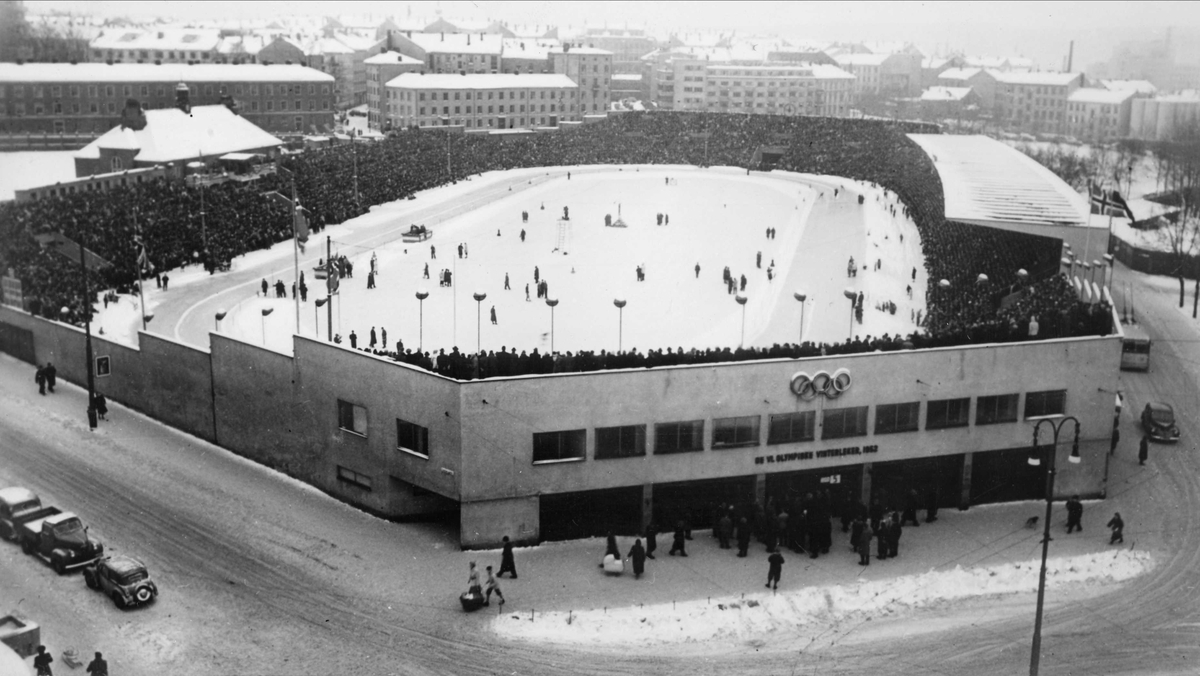
Stadion Bislett během pořádání rychlobruslařských závodů na ZOH 1952

V Oslu byly na programu čtyři závody pro muže, startovalo se na tratích 500 m, 1500 m, 5000 m a 10 000 m.

## Medailové pořadí zemí
| Pořadí  | Země                         | Zlato | Stříbro | Bronz | Celkově |
| ------- | ---------------------------- | ----- | ------- | ----- | ------- |
| 1.      | Norsko (NOR)                 | 3     | 0       | 3     | 6       |
| 2.      | Spojené státy americké (USA) | 1     | 1       | 0     | 2       |
| 3.      | Nizozemsko (NED)             | 0     | 3       | 0     | 3       |
| 4.      | Kanada (CAN)                 | 0     | 0       | 1     | 1       |
| 4.      | Švédsko (SWE)                | 0     | 0       | 1     | 1       |
| Celkově | Celkově                      | 4     | 4       | 5     | 13      |

## Muži

### 500 m
| Pořadí           | Jméno               | Země                   | Čas  | Ztráta |
| ---------------- | ------------------- | ---------------------- | ---- | ------ |
| Zlatá medaile    | Ken Henry           | Spojené státy americké | 43,2 | 0,0    |
| Stříbrná medaile | Donald McDermott    | Spojené státy americké | 43,9 | +0,7   |
| Bronzová medaile | Arne Johansen       | Norsko                 | 44,0 | +0,8   |
| Bronzová medaile | Gordon Audley       | Kanada                 | 44,0 | +0,8   |
| 5.               | Finn Helgesen       | Norsko                 | 44,0 | +0,8   |
| 6.               | Kijotaka Takabajaši | Japonsko               | 44,1 | +0,9   |
| 6.               | Hroar Elvenes       | Norsko                 | 44,1 | +0,9   |
| 8.               | Toivo Salonen       | Finsko                 | 44,2 | +1,0   |
| 8.               | Gerard Maarse       | Nizozemsko             | 44,2 | +1,0   |
| 10.              | Sigmund Søfteland   | Norsko                 | 44,3 | +1,1   |

### 1500 m
| Pořadí           | Jméno               | Země       | Čas    | Ztráta |
| ---------------- | ------------------- | ---------- | ------ | ------ |
| Zlatá medaile    | Hjalmar Andersen    | Norsko     | 2:20,4 | 0,0    |
| Stříbrná medaile | Wim van der Voort   | Nizozemsko | 2:20,6 | +0,2   |
| Bronzová medaile | Roald Aas           | Norsko     | 2:21,6 | +1,2   |
| 4.               | Carl-Erik Asplund   | Švédsko    | 2:22,6 | +2,2   |
| 5.               | Kees Broekman       | Nizozemsko | 2:22,8 | +2,4   |
| 6.               | Lassi Parkkinen     | Finsko     | 2:23,0 | +2,6   |
| 7.               | Kauko Salomaa       | Finsko     | 2:23,3 | +2,9   |
| 8.               | Karl Ivar Martinsen | Norsko     | 2:23,4 | +3,0   |
| 8.               | Sigvard Ericsson    | Švédsko    | 2:23,4 | +3,0   |
| 10.              | Ferenc Lőrincz      | Maďarsko   | 2:23,7 | +3,3   |

### 5000 m
| Pořadí           | Jméno                | Země       | Čas         | Ztráta |
| ---------------- | -------------------- | ---------- | ----------- | ------ |
| Zlatá medaile    | Hjalmar Andersen     | Norsko     | 8:10,6 (OR) | 0,0    |
| Stříbrná medaile | Kees Broekman        | Nizozemsko | 8:21,6      | +11,0  |
| Bronzová medaile | Sverre Ingolf Haugli | Norsko     | 8:22,4      | +11,8  |
| 4.               | Anton Huiskes        | Nizozemsko | 8:28,5      | +17,9  |
| 5.               | Wim van der Voort    | Nizozemsko | 8:30,6      | +20,0  |
| 6.               | Carl-Erik Asplund    | Švédsko    | 8:30,7      | +20,1  |
| 7.               | Pentti Lammio        | Finsko     | 8:31,9      | +21,3  |
| 8.               | Arthur Mannsbarth    | Rakousko   | 8:36,3      | +25,7  |
| 9.               | Wiggo Hanssen        | Norsko     | 8:37,2      | +26,6  |
| 10.              | Jošijasu Gomi        | Japonsko   | 8:38,6      | +28,0  |

### 10 000 m
| Pořadí           | Jméno                | Země           | Čas          | Ztráta |
| ---------------- | -------------------- | -------------- | ------------ | ------ |
| Zlatá medaile    | Hjalmar Andersen     | Norsko         | 16:45,8 (OR) | 0,0    |
| Stříbrná medaile | Kees Broekman        | Nizozemsko     | 17:10,6      | +24,8  |
| Bronzová medaile | Carl-Erik Asplund    | Švédsko        | 17:16,6      | +30,8  |
| 4.               | Pentti Lammio        | Finsko         | 17:20,5      | +34,7  |
| 5.               | Anton Huiskes        | Nizozemsko     | 17:25,5      | +39,7  |
| 6.               | Sverre Ingolf Haugli | Norsko         | 17:30,2      | +44,4  |
| 7.               | Kazuhiko Sugawara    | Japonsko       | 17:34,0      | +48,2  |
| 8.               | Lassi Parkkinen      | Finsko         | 17:36,8      | +51,0  |
| 9.               | Göthe Hedlund        | Švédsko        | 17:39,2      | +53,4  |
| 10.              | John Hearn           | Velká Británie | 17:41,5      | +55,7  |

## Program
| Den   | Datum          | Závod         |
| ----- | -------------- | ------------- |
| den 3 | 16. února 1952 | 500 m muži    |
| den 4 | 17. února 1952 | 5000 m muži   |
| den 5 | 18. února 1952 | 1500 m muži   |
| den 6 | 19. února 1952 | 10 000 m muži |

## Zúčastněné země
- Austrálie (1)
- Belgie (3)
- Finsko (6)
- Itálie (3)
- Japonsko (6)
- Kanada (4)
- Maďarsko (2)
- Německo (1)
- Nizozemsko (7)
- Norsko (12)
- Rakousko (3)
- Spojené státy americké (7)
- Švédsko (9)
- Velká Británie (3)